# Simple file verification
Simple file verification è un'espressione che indica una procedura semplificata per verificare l'integrità dei file, usando il metodo di controllo CRC 32.

## Utilizzo
Questo sistema richiede appositi programmi, in grado di calcolare in sequenza il checksum in CRC32 di ogni singolo file da esaminare, per poi memorizzare i risultati in un unico file con estensione .sfv. Il file di hash può essere poi distribuito assieme ai file esaminati, in modo da consentire agli utenti di verificare l'integrità degli stessi dopo averli scaricati tutti dalla fonte (come un sito web).
Per eseguire la verifica è possibile usare un qualsiasi programma compatibile con questo sistema di controllo: basta fargli aprire il file .sfv, avviare la procedura e lasciare che il programma controlli gli altri file scaricati, sulla base dei dati memorizzati nello stesso file .sfv.

Al termine della verifica, verrà visualizzato un report.
Tecnicamente, i file di hash usati da questo sistema sono di testo puro, anche se al loro interno devono rispettare precise regole di sintassi, perché i programmi di verifica automatica ne leggano le informazioni contenute.

Possono comunque essere aperti anche da comuni editor di testo.

## Affidabilità
Questo sistema rende facile e veloce la verifica dei file scaricati da Internet, ma per il resto presenta tutte le vulnerabilità tipiche dell'algoritmo su cui si basa.
Risulta abbastanza affidabile nel controllo di file multimediali scaricati dalla rete, perché generalmente in quei casi la corruzione è causata da difetti o guasti nell'hardware o nei software utilizzati, oppure da errori di trasmissione, ed anche con il CRC 32 le probabilità che una corruzione accidentale comporti una collisione hash sono rare.
Invece, con il software questo sistema è insicuro: un malintenzionato è in grado di infettare i dati con del codice malevolo, oppure di falsificarli del tutto, senza che il checksum in CRC 32 produca un risultato diverso da quello dei file (o dell'archivio) originali.
In sostanza, questo sistema risulta affidabile nella verifica dell'integrità dei file, ma inaffidabile nella verifica dell'autenticità dei file. Per questo motivo, in campo professionale sono preferiti metodi di controllo più sicuri, come MD5 oppure SHA-1.
Procedure automatizzate analoghe all'SFV sono disponibili anche per i metodi di controllo più sofisticati, come quelli sopraindicati.